# Оса-батозонел жовтокрила
Оса-батозонел жовтокрила, батозонел швидкий, оса дорожна батозон (Parabatozonus lacerticida) — вид ос-павуколовів, що паралізують павуків-колопрядів.

## Опис
Тіло чорне з жовтими ділянками, довжиною 1,3-2,1 см. Навколо фасеткових очей наявні жовті смуги, антени червоно-жовті. Плямистий рисунок на грудях та черевці жовтий. Ноги чорні, гомілки й лапки жовті. Крила жовті, на вершині облямовані бурими смугами.

## Спосіб життя
У Японії основними жертвами оси є павуки Araneus macacus, Araneus marmoreus та Araneus pinguis.
Петер Паллас спостерігав напад ос цього виду на ящірок прудких. Оскільки оси ящірками не живляться, імовірно це була конкурентна поведінка.

## Ареал та охорона
Палеарктичний вид, поширений у Європі на північ до Норвегії і Швеції, відсутній на Британських островах, присутній на Середземноморських островах. Також наявний на заході Північної Африки — в Марокко та Тунісі. В Азії поширений від Близького Сходу (Туреччина, Сирія, Іран) до Центральної Азії, Китаю та Японії.
В Україні вид внесений до регіонального переліку рідкісних видів тварин Дніпропетровської області. Внесений до Червоної книги Польщі 2004 року як вид у критичній небезпеці. Спостерігався останній раз у 1950-х роках, до того був відомий з десятка локацій по країні. Одиничні знахідки були 1978 та 1999 року. Утім у 2003—2008 роках було виявлено ще 5 ос, а у 2015 — 2 особини. У 2021 році був знайдений на Мазурському поозер'ї. Вид внесено до регіональних червоних книг Чувашії та Нижньогородської області РФ.